# La hoguera de los manatíes
La hoguera de los manatíes, llamado Bonfire of the manatees en la versión original, es un capítulo perteneciente a la decimoséptima temporada de la serie animada Los Simpson, emitido originalmente el 11 de septiembre de 2005 y en Hispanoamérica se estrenó el 16 de julio de 2006. El episodio fue escrito por Dan Greaney y dirigido por Mark Kirkland. Alec Baldwin fue la estrella invitada por segunda vez. En este episodio, Homer le arrienda la residencia a la mafia, por lo que Marge decide irse, conociendo a un criador de manatíes.

## Sinopsis
Todo comienza cuando Homer se mete en problemas con la mafia local luego de tener deudas con las apuestas de los resultados del fútbol americano. Como compensación, Fat Tony quiere usar la casa de los Simpson para filmar películas porno.
Para que Marge y los niños no lo descubran, Homer los manda a la "Aldea de Santa". Sin embargo, Marge y los niños regresan a la casa y ella ve el camión de producciones de películas porno y se enoja con Homer por filmar una película para adultos, y se vá de la casa sin Homer y deja a los niños a cargo de él.
Marge se había retirado a pensar cerca del mar. Cuando resuelve reconciliarse con Homer, conoce a Caleb Thorn, un científico bien parecido cuya pasión es salvar a los manatíes. Homer y los niños, mientras tanto, van a buscar a Marge, y logran encontrarla salvando a los manatíes.
Para recuperar a su esposa, Homer rescata a unos animales del poder de unos esquiadores de agua. Marge, al ver a su esposo, vuelve junto a él, y luego la familia decide tomarse unas mini-vacaciones. Para que no lo regañasen en el trabajo, Homer lleva a un manatí a la central nuclear para que lo reemplace. Cuando el pobre animal estaba a punto de morir de deshidratación, el Sr. Burns y Waylon Smithers lo salvan, mojándolo como si estuviesen lavando un auto.

## Producción

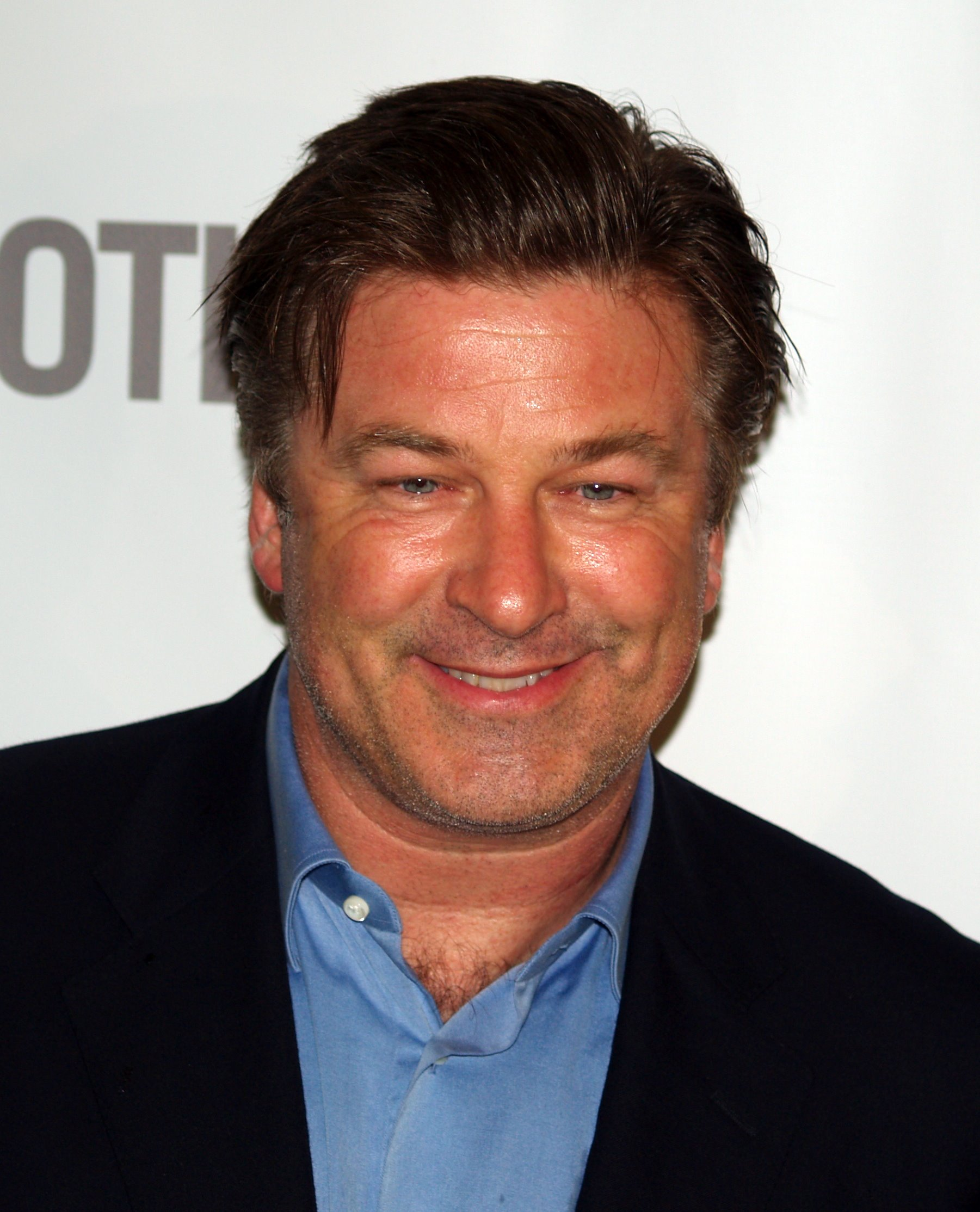
Alec Baldwin fue la estrella invitada que interpretó a Caleb Thorn.

La idea del episodio surgió durante una reunión de guionistas de Los Simpson: la película. Al Jean sugirió la idea de que la familia rescatara manatíes. La idea fue rechazada para la película, pero luego fue adaptada para el episodio.
En 2008, Entertainment Weekly nombró al personaje que interpreta Alec Baldwin, Caleb Thorn, como una de las dieciséis mejores apariciones especiales en Los Simpson.